# Crabro maeklini
Crabro maeklini är en stekelart som beskrevs av A. Morawitz 1866. Crabro maeklini ingår i släktet Crabro, och familjen Crabronidae. Enligt den finländska rödlistan är arten nära hotad i Finland. Enligt den svenska rödlistan är arten nära hotad i Sverige. Arten förekommer i Övre Norrland. Artens livsmiljö är åsmoskogar.